# 1981 في الهند
فيما يلي قوائم الأحداث التي وقعت خلال عام 1981 في الهند.

## سياسة

### تعيين في المنصب
- 17 أغسطس – راجيف غاندي عضو لوك سابها [الإنجليزية]‏.

## كتب
من الكتب التي صدرت هذه السنة في الهند:
- 1 يناير – أطفال منتصف الليل من تأليف سلمان رشدي.

## مواليد

### يناير
- 1 يناير – سارو بريرلي
- 31 يناير – أمريتا أرورا ممثلة هندية.

### فبراير
- 25 فبراير – شاهيد كابور ممثل هندي.

### مايو
- 10 مايو – ناميثا ممثلة هندية.
- 14 مايو – براناف ميستري عالِم حاسوب هندي.

### يونيو
- 17 يونيو – أمريتا راو

### يوليو
- 7 يوليو – ماهيندرا دوني لاعب كركيت هندي.

### أغسطس
- 23 أغسطس – جوهر خان ممثلة هندية.

### سبتمبر
- 21 سبتمبر – ريمي سين يبب.

### نوفمبر
- 2 نوفمبر – إيشا ديول ممثلة هندية.
- 7 نوفمبر – أنوشكا شيتي ممثلة هندية.
- 24 نوفمبر – سيلينا جيتلي

### ديسمبر
- 9 ديسمبر – ديا ميرزا ممثلة هندية.

## وفيات

### مايو
- 3 مايو – نرجس (مواليد 1929) ممثلة هندية.

### يونيو
- 17 يونيو – ريتشارد أوكونور (مواليد 1889) عسكري من المملكة المتحدة.

### سبتمبر
- 8 سبتمبر – نسرغاداتا مهراج (مواليد 1897) فيلسوف هندي.